# トンボ
トンボ（蜻蛉、蜻蜓、とんぼ、英: dragonfly, damselfly）は細長い翅と腹を持った昆虫である。蜻蛉目（せいれいもく、トンボ目、学名: Odonata）をなす。

## 特徴
全世界に約5,000種類、うち日本には200種類近くが分布している。日本最大のオニヤンマから日本最小のハッチョウトンボまで、さまざまな種類が知られている。史上最大の昆虫とされるメガネウラ（化石種）はトンボと形態が似ているが分類上は異なる。
卵 - 幼虫 - 成虫という成長段階を経る不完全変態の昆虫である。幼虫は腹腔中に一種のエラをもち、淡水中で過ごす水生昆虫で、種を問わずヤゴと総称される。

### 形態
成虫の頭部は丸く、複眼が大きい。約270°もの視界がある。
胸部は箱形で、よく発達した長い2対の翅を持つ。これをそれぞれ交互にはばたかせて飛行する。空中で静止（ホバリング）することもできる。宙返りが観察された種もある。
留まるときには、翅を上に背中合わせに立てるか、平らに左右に広げ、一般的な昆虫のように後ろに曲げて背中に並べることが出来ない。これは原始的特徴と見られる。
翅には、横方向から見て折れ曲がった構造をしていて凹凸が有り、飛行中に気流の渦ができる。その発見以前の翼の理論では、そのような状態は失速のように、性能が劣ると考えられていた。
翅は1枚だけが消失しても飛ぶことが出来る。
腹部は細長く、後方へのびる。
脚は捕獲するために使用されるが、歩行するのには適していない。トンボは枝先に留まるのに脚を使う他は、少しの移動でも翅を使って飛ぶことが多い。

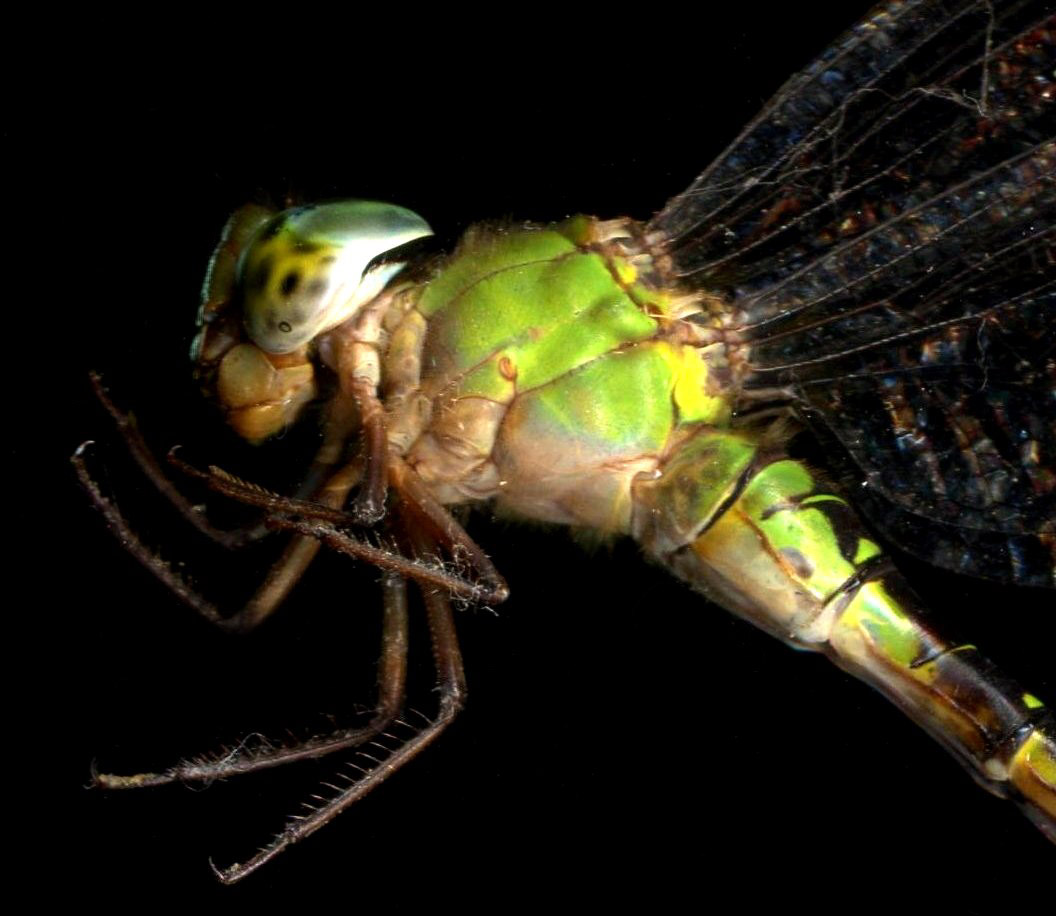
頭部・胸部（カトリヤンマ Gynacantha japonica のメス）
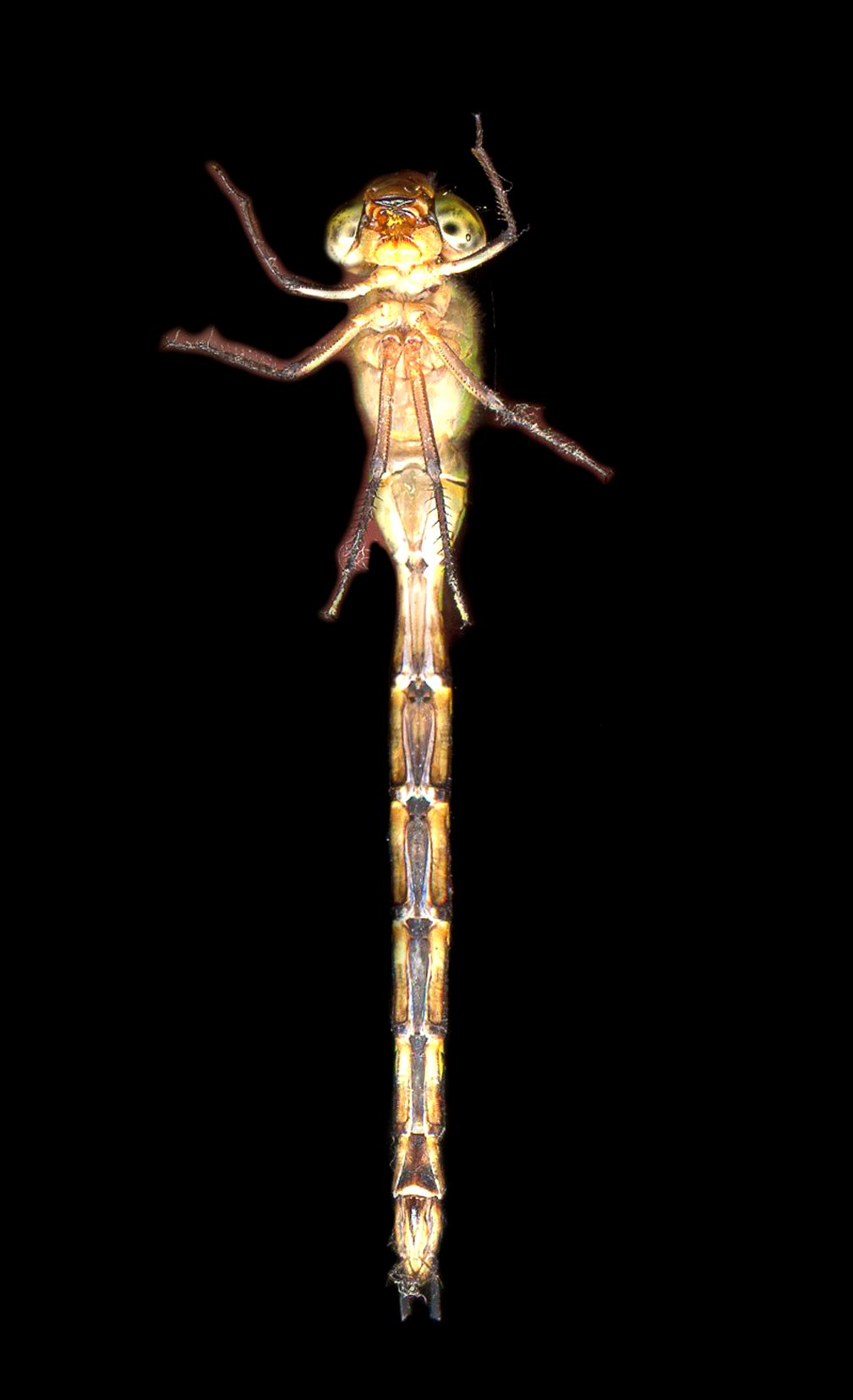
頭部・胸部・腹部（カトリヤンマ Gynacantha japonica のメス）
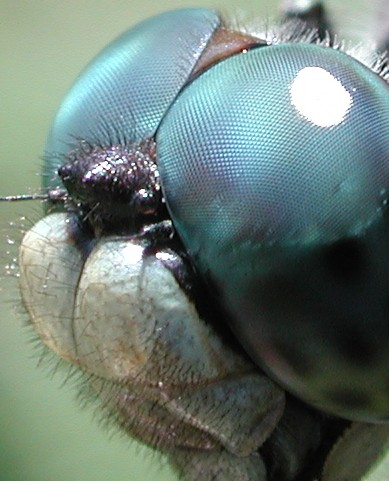
複眼

### 食性
肉食性で、カ、ハエ、チョウ、ガ、あるいは他のトンボなどの飛翔昆虫を空中で捕食する。トンボは、飛翔中の獲物を捕らえるにあたり、獲物に向かって飛ぶのではなく、獲物が進むであろう場所に向かって飛ぶ。獲物を捕える時は6本の脚をかごのように組んで獲物をわしづかみにする。脚には太い毛が多く生えていて、捕えた獲物を逃さない役割を果たす。口には鋭い大あごが発達しており、獲物をかじって食べる。自分の体重分の採食を30分で行うことができる。
また、南米産のハビロイトトンボは、巣を張っているクモに体当たりし、落ちてきたクモを捕食する習性を持つ。

## 生活環

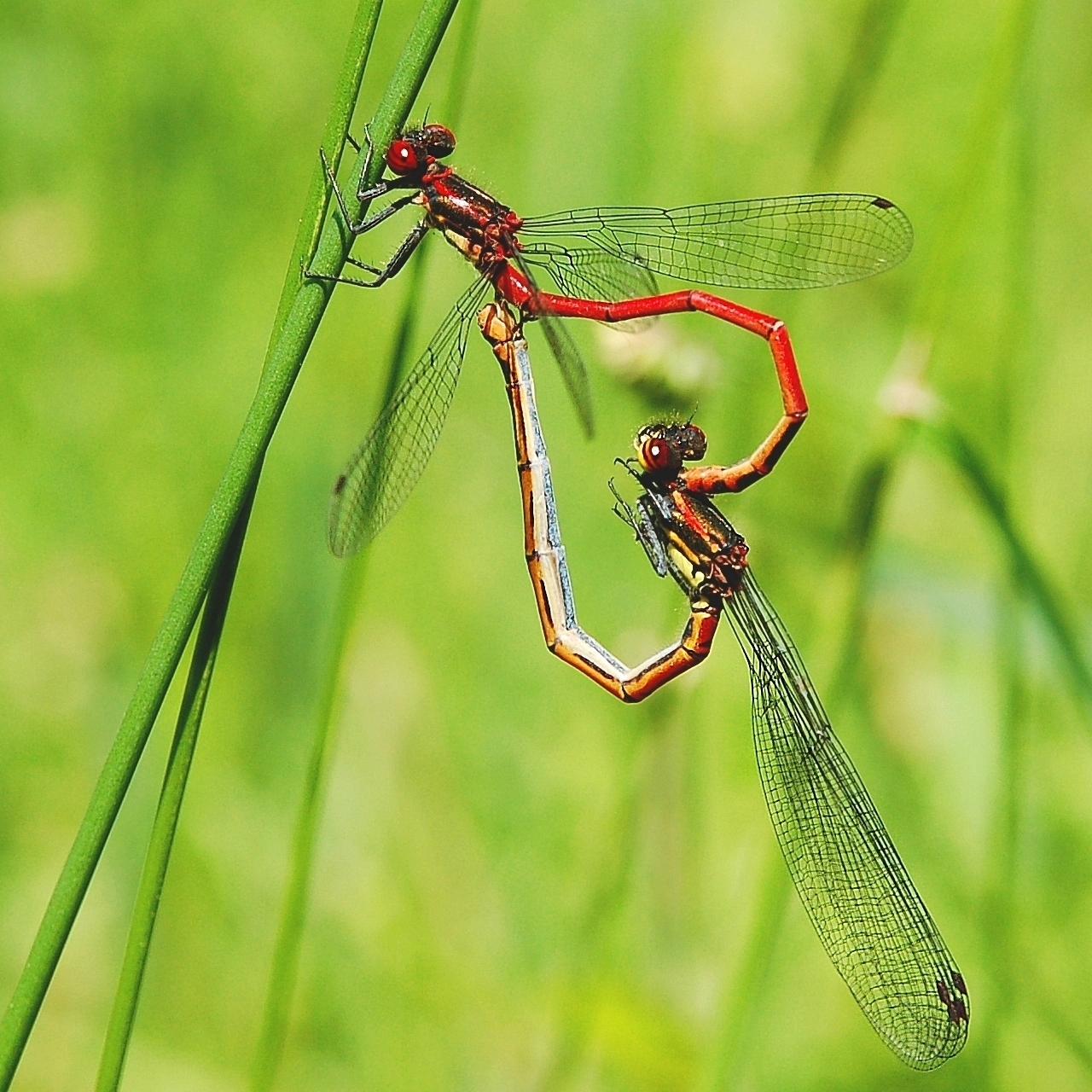
ハートを形作るイトトンボの交尾　左側がオス

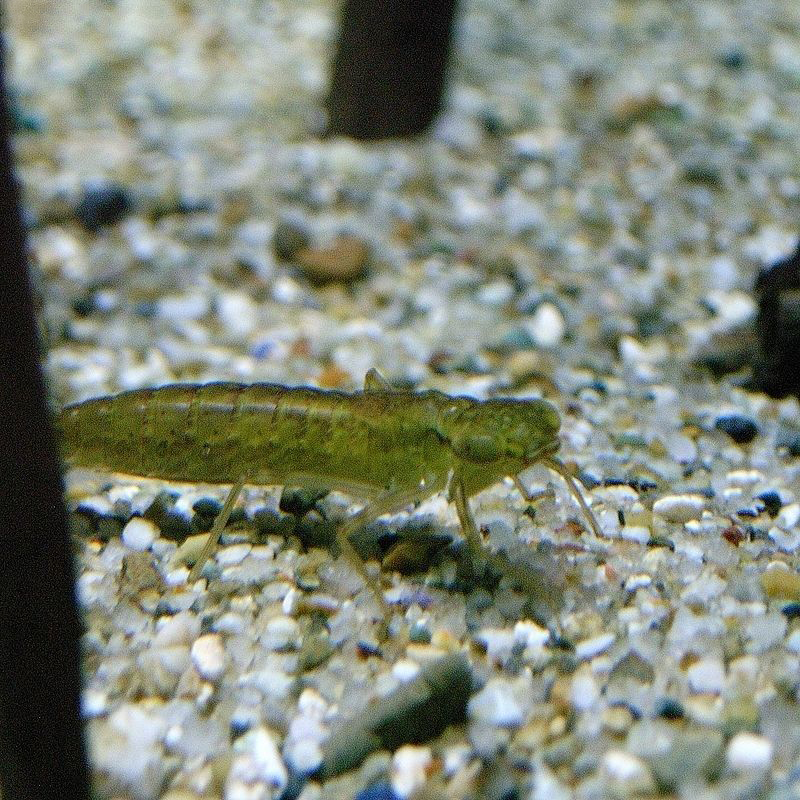
ギンヤンマ類のヤゴ

ほとんどの種類のオスは縄張りをもち、生息に良い場所を独占する。他のオスが縄張りに侵入すると、激しく攻撃する。ヤンマ類では、より広い行動圏を巡回するように飛び回る行動が知られる。
オスは腹部の前部に交尾器、先端に尾部付属器をもち、メスを見つけると首を確保して固定する。メスは腹部をオスの交尾器まで伸ばし、交尾をおこなう。
トンボの交尾はクモと並んで特殊なものである。生殖孔は雌雄ともに腹部後端にあるが、オスの腹部後端はメスを確保するのに用いられ、交尾時にはふさがっている。そこで、オスの腹部前端近くに貯精嚢があり、オスはあらかじめ自分の腹部後端をここに接して精子を蓄える。首をオスの腹部後端に固定されたメスは、自分の腹部後端をオスの腹部前端に接して精子を受け取るのである。このとき、全体として一つの輪を作る。
交尾が終わったメスは産卵を行うが、産卵の形態は種類によってさまざまである。
- ギンヤンマなど - 雌雄が数匹連結したまま、水草などに産卵。イトトンボの中には潜水して産卵するものもいる。
- アキアカネなど - 雌雄が連結したまま、水面を腹部で何度も叩くように産卵。
- オオシオカラトンボなど - メスが水草などに産卵するのを、オスがホバリングしながら上空で見守る。
- ルリボシヤンマなど - メスが単独で水草の組織内に産卵。ミヤマカワトンボなどは潜水して産卵する。
- ナツアカネ - 雌雄が連結したまま、水辺の低空から卵をばらまく。
- オニヤンマ - メスが単独で、飛びながら水底の泥に産卵。

孵化した幼虫は翅がなくて脚が長く、腹部の太くて短いものもあればイトトンボのように細長いものもある。腹の内部に鰓（気管鰓）をもち、腹部の先端から水を吸って呼吸を行う。素早く移動するときは腹部の先端から水を噴出し、ジェット噴射の要領で移動することもできる。なおイトトンボの仲間の幼虫には、腹部の先端に3枚の外鰓がある。
幼虫はヤゴと呼ばれ、水中で生物を捕食して成長する。幼虫の下顎はヒトの腕のように変形しており、曲げ伸ばしができる。先端がかぎ状で左右に開き、獲物を捕える時は下顎へ瞬間的に体液を送り込むことによってこれを伸ばしてはさみ取る。小さい頃の獲物はミジンコやボウフラだが、大きくなると小魚やオタマジャクシなどになり、えさが少ないと共食いもして、強いものが生き残る。幼虫の期間は、ウスバキトンボのように1か月足らずのものもいれば、オニヤンマなど数年に及ぶものもいる。
終齢幼虫は水辺の植物などに登って羽化し、翅と長い腹部を持った成虫になる。羽化はセミと同じようにたいてい夜間におこなわれる。羽化の様子もセミのそれと似ている。ただし、トンボの成虫は寿命が数か月ほどと長く、成熟に時間がかかるものが多い。羽化後、かなりの距離を移動するものも知られている。アキアカネなどのアカトンボ類は、夏に山地に移動し、秋に低地に戻ってくるものがある。その後、交尾・産卵を行って死ぬ。さらにウスバキトンボのように海を越えて移動するものも知られる。この種の場合、熱帯域に生活域の中心があるが、夏に次第に温帯域に進出し、それぞれの地域で繁殖しつつ移動して行き、最終的にはそれらがすべて死滅する、いわゆる死滅回遊を行う。稀にヤゴで越冬する個体もいる。
寒冷地ではふつう幼虫で越冬するが、オツネントンボの仲間は成虫で越冬する。

## 人間との関係
中国の影響で、精力剤となるというふれこみで漢方薬として服用された。
幼生期には水中の害虫、成虫期には空中の害虫を捕食するため益虫として扱われる。特にカに対してはボウフラと成虫の両方を捕食するため大きな天敵となっている。また卵で越冬し、幼生期を水中で過ごし、成虫期を陸上（空中）で過ごすところから水田の環境と合致し、稲に対する害虫をよく捕食する。
他方、害虫となる例はほとんど無いが、ムカシトンボがワサビの、オオアオイトトンボがクワやコウゾなどの若枝に産卵するのが栽培農家に害を与える例が知られる。特に後者は一部の枝に産卵が集中するために枝を枯らす場合があり、養蚕農家にとってそれなりに重要である。かつての書物にはその駆除法が記されたものもあった。またギンヤンマやオニヤンマなど大型で頑丈な顎を持つトンボの幼虫はメダカや金魚などの小魚を食べるのでそれらを野外で飼育している者からは他のトンボ共々嫌がられる(よくある誤解としてトンボの幼虫は皆小魚を食べるとされるが実際には成魚のメダカや金魚を食べるのはごく一部の種である)。

## 文化の中のトンボ

### 日本語名称
日本では古くトンボを秋津（アキツ、アキヅ）と呼び、親しんできた。古くは日本の国土を指して秋津島（あきつしま）とする異名があり、『日本書紀』によれば、山頂から国見をした神武天皇が感嘆をもって「あきつの臀呫（となめ）の如し」（トンボの交尾のよう（な形）だ）と述べたといい、そこから「秋津洲」の名を得たとしている。
また『古事記』には、雄略天皇の腕にたかったアブを食い殺したトンボのエピソードがあり、やはり「倭の国を蜻蛉島（）と」呼んだとしている。
方言においては、「あきつ」「あきず」「あけず」「あけす」「あけーじょ」「はけーじゃ」「とんぷ」「どんぼ」、などの語形が東北から南西諸島に至る各地で見られる。また、秋田県の一部では「だんぶり」と言う地域がある。
トンボの語源については諸説あり、たとえば以下のようなものがある。
- 「飛羽」＞トビハ＞トンバウ＞トンボ
- 「飛ぶ穂」＞トブホ＞トンボ
- 「飛ぶ棒」＞トンボウ＞トンボ
- 湿地や沼を意味するダンブリ、ドンブ、タンブ＞トンボ
- 秋津島が東方にある地であることからトウホウ＞トンボ
- 高いところから落下して宙返りのツブリ、トブリ＞トンボ

なお、漢字では「蜻蛉」と書くが、この字はカゲロウを指すものでもあって、とくに近代以前の旧い文献では「トンボはカゲロウの俗称」であるとして、両者を同一視している。例えば新井白石による物名語源事典『東雅』（二十・蟲豸）には、「蜻蛉 カゲロウ。古にはアキツといひ後にはカゲロウといふ。即今俗にトンボウといひて東国の方言には今もヱンバといひ、また赤卒（赤とんぼ）をばイナゲンザともいふ也」とあり、カゲロウをトンボの異称としている風である。
日本語ではトンボが身近な生物であったため、さまざまな事物に「トンボ」の名がつけられている。これについてはトンボ (曖昧さ回避)を参照のこと。

### 英語名称
厳密に言えば、日本語の「トンボ」と英語の「Dragonfly」は完全に対応した訳語ではない。日本語において、イトトンボを含めたトンボ目の総称として「トンボ類」という単語が用いられるのに対し、「Dragonfly」という英単語は専らトンボ亜目に含まれる昆虫に用いられ、イトトンボ亜目の昆虫は「Damselfly」（ダムゼルフライ、damsel は乙女の意）という名称を用いて区別されているからである。なお、ムカシトンボ亜目の種に対しては「Dragonfly」が用いられるが、「Damsel-dragonfly」という名称が用いられる場合もある。

### トンボの民俗

#### 日本
水田で食害を起こす害虫を食べるため、古来より益虫として親しまれてきた。弥生時代の銅鐸にもトンボが描かれたものが多数存在している。トンボは前にしか進まず引くことを知らないという説や、雄略天皇を刺したアブを飛来したトンボが咥えて飛び去ったという日本書紀の逸話から、日本では攻撃性が高く勇敢という「勝ち虫」のイメージが広まり、その性質にあやかろうと縁起物として武士に好まれた。特に戦国時代には兜や鎧、箙、鍔などの武具、陣羽織や印籠の装飾に用いられた。前田利家は兜の前立に蜻蛉を用いていた。本多忠勝は蜻蛉切とよばれる長さ2丈（約6m）におよぶという長槍を愛用した。その名の由来は蜻蛉が穂先に止まった途端に真っ二つに切れてしまったという逸話にちなんでいる。
目的地まで来てすぐに引き返すことを、空中で素早く身を翻すトンボにたとえ「蜻蛉返り」と表現する。
トンボ取りは子供の遊びである。目玉の大きいトンボの目の前で、指を回して目を回させようとするのは、実際の効果は高くない。戦前は竹竿の先にトリモチをつけてとるのが一般的だったようだ。また、小さな石を糸の両端に結びつけ、これを投げ上げる方法も伝えられている。トンボが小昆虫と間違えて接近すると糸が絡まって落ちてくる、というものである。竹を削った玩具で竹とんぼも古くから子供の間で親しまれている。
形がカタカナの「キ」に似ていることから、キザ（気障）のことを「トンボにサの字」と言ったりする（仮名垣魯文の『安愚楽鍋』弐編上に用例あり）。
相撲界の隠語に「とんぱち」という言葉がある。これは「トンボに鉢巻き」の略で、トンボに鉢巻きをすると何も見えなくなるというイメージから転じて「目先がきかない者」「何をしでかすか分からない者」を指す。この隠語は大相撲出身者が多かったプロレス業界にも同様の意味で普及している。
北陸地方では、探しものが下手な者を「目トンボ」と言い習わす。

#### 西洋
西洋においてはトンボは基本的には不吉な虫と考えられた。ヨーロッパでは「魔女の針」などとも呼ばれたり、その翅はカミソリになっていて触れると切り裂かれるとか、嘘をつく人の口を縫いつけてしまう、あるいは耳を縫いつけるという迷信もあった。魔女の針という名称はこの「縫いつける」という迷信と関連づけられた事によってつけられたらしい。また、トンボが刺すという誤解も広く流布しているようである。また、「ヘビの先生」との名もあり、これは危険が近づいていることをトンボがヘビに教える、という伝承による。

### 創作におけるトンボ
花鳥画の伝統をもつオリエンタリズム、またとりわけジャポニズムの影響のもと、近代に入って西洋美術でも虫や草花を主題とした作品が多数作られるようになったが、「蜻蛉」を主題とした作品を多数生み出した作家としては、アール・ヌーヴォーの旗手であった工芸作家・エミール・ガレがとりわけよく知られている。
下に図示したような木工作品のほか、ガレは蜻蛉をモチーフとしたガラス器類を多数制作した。ある作品には「うちふるえる蜻蛉を愛する者これを作る」との銘を刻み込みさえしたという。また、当時のジャポニズム愛好家たちの間では、蜻蛉を日本の象徴とする気運さえ生まれつつあったという。

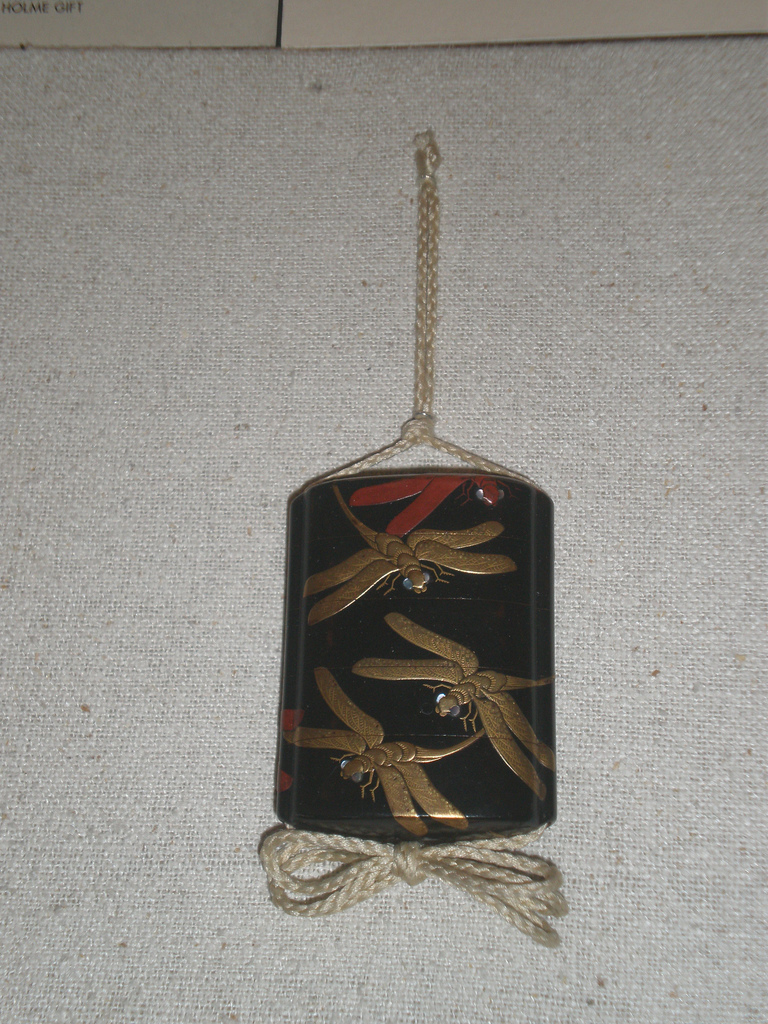
蜻蛉をあしらった印籠。江戸時代。
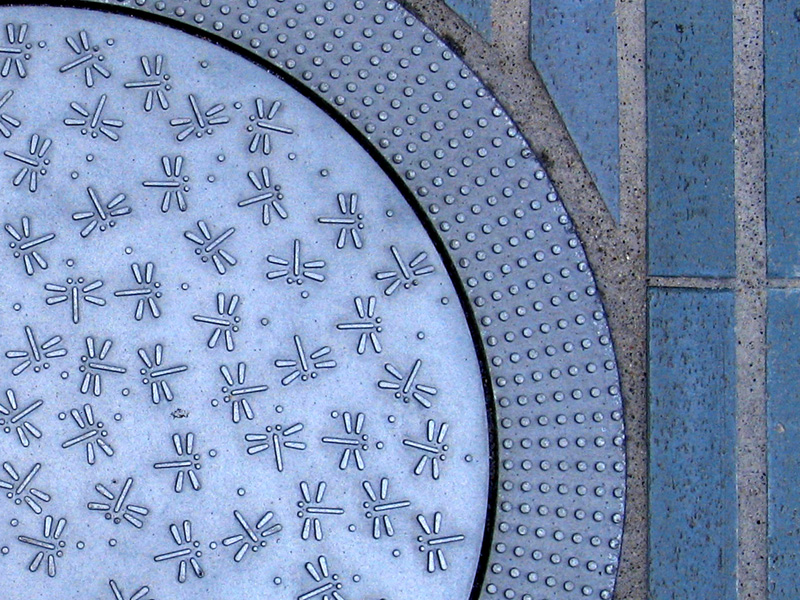
トンボ柄のマンホール。東京都千代田区。
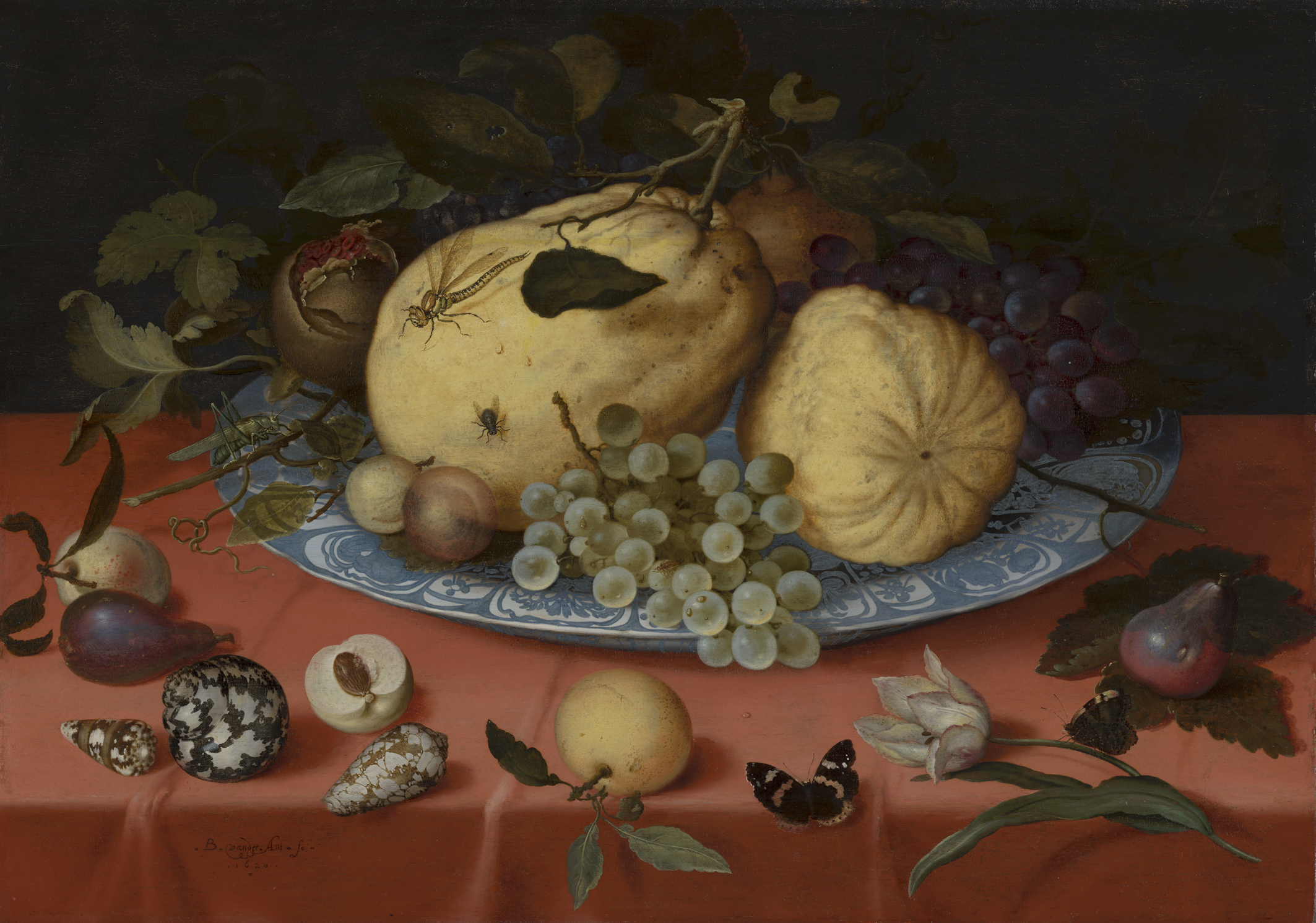
バルタザール・ファン・デル・アストによる静物画。17世紀。
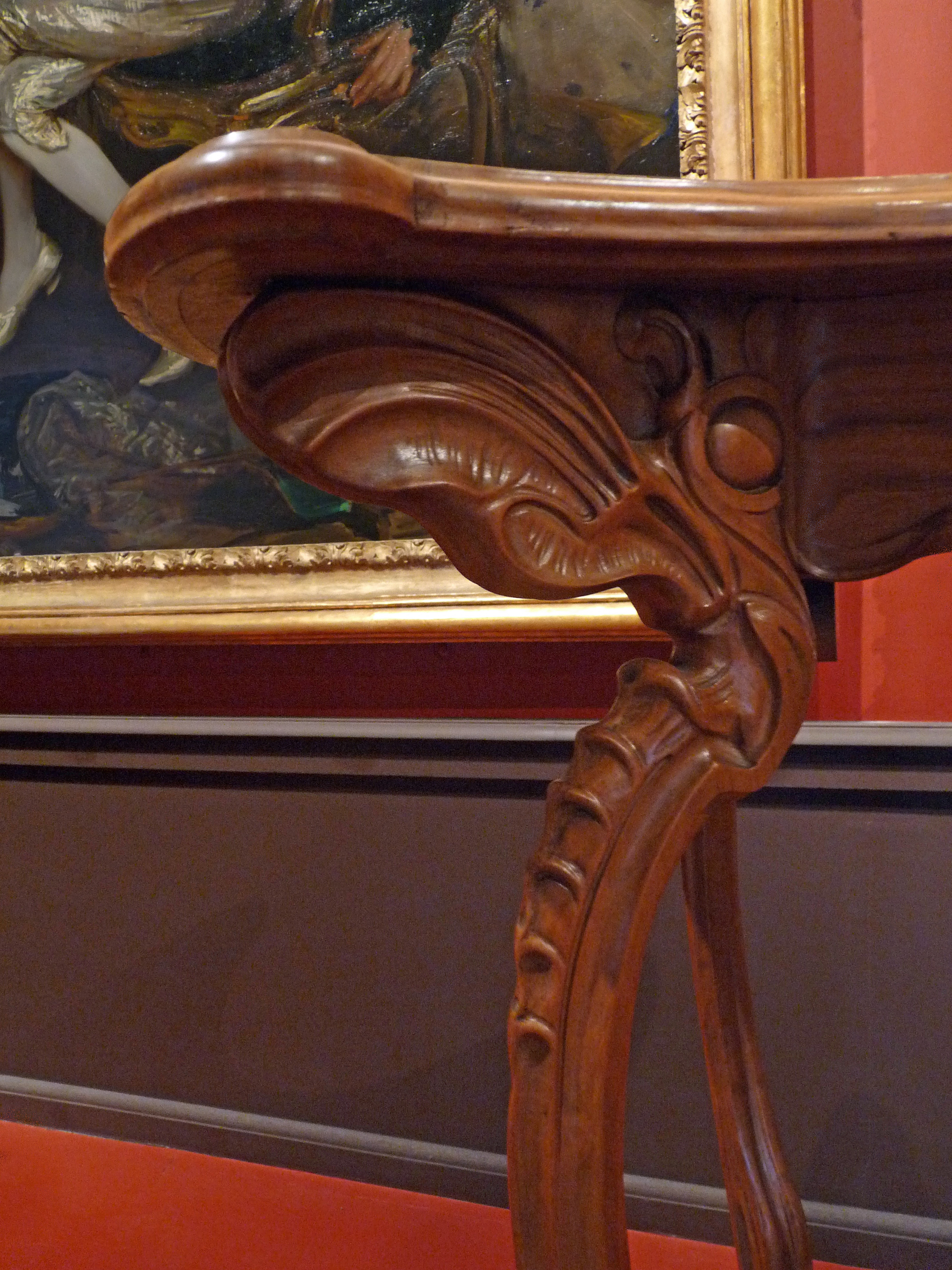
Libellule （トンボ）と題するテーブル。エミール・ガレ作。
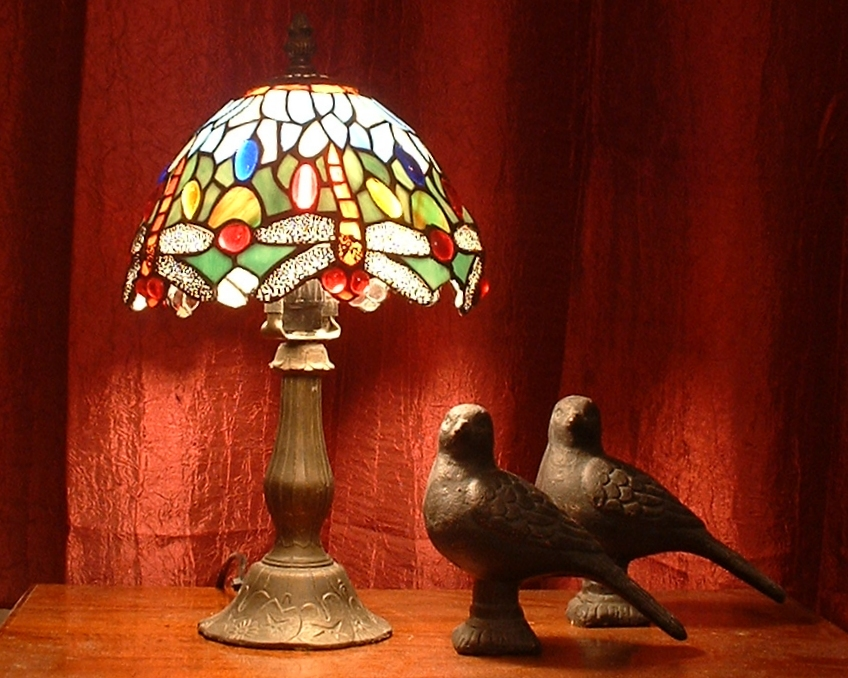
ルイス・カムフォート・ティファニーのランプシェード。

#### トンボを題材とする楽曲
- 赤とんぼ（童謡、作詞：三木露風、作曲：山田耕筰）
- とんぼのめがね（童謡、作詞：額賀誠志、作曲：平井康三郎）
- ポルカ・マズルカ『とんぼ』 （ヨーゼフ・シュトラウス）
- とんぼ（作詞・作曲・歌：長渕剛）
- 赤とんぼの唄（あのねのね）
- とんぼの気持ち(22/7)

### シンボル・マスコット・名称としてのトンボ

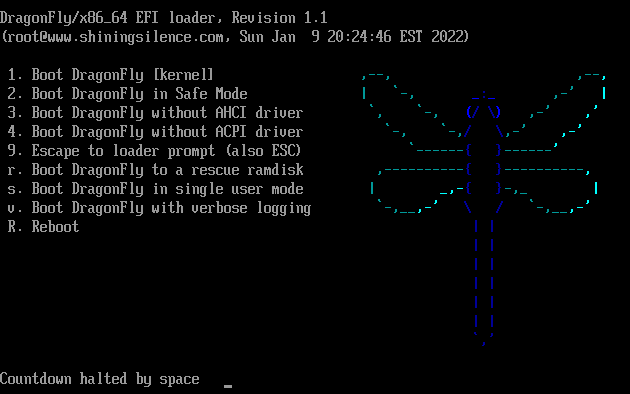
DragonFly BSD

- DragonFly BSD - Unix系のBSDオペレーティングシステムで、名称やマスコットにトンボが使われている。
- 仮面ライダーシリーズ - その力強さ等から一部のライダーのモチーフとして用いられ、仮面ライダードレイクの様に見た目や名前等からそうと判るもの("ドレイク(drake)"はギリシャ語由来の英語でトンボの事。尚元のギリシャ語"Δρακο"は"龍"を意味し、これは英語の"dragon"の語源でもある。)、一目見ただけではそうと判らないものなど扱われ方は多岐に亘る。

## トンボの名を持つ他の生き物
- ツノトンボ、ヘビトンボ、カトンボ（ガガンボの俗称）などがいるが、いずれもトンボとは縁の遠い昆虫である。
- ツレサギソウ属トンボソウ・オオバノトンボソウ、ミズトンボ属ミズトンボ・オオミズトンボなど、ラン科の植物。

## 自然保護との関係
トンボは、特に日本では古くから子どもの遊び相手であり、身近な水環境を生息域として多くの種が見られた。しかし、近年の水回りの激しい環境変化によって、その多くが身の回りから姿を消した。湿地性の種では、絶滅危惧種に指定されているものもある。
80年代以降に森清和らの都市の身近な環境を、多くの生物が住めるように整えるというビオトープの考えの元、様々な試みが各地でなされてきた。“様々な生物”のパイロットグループとして、特定の生物の保護を看板にする手法が有効である。ホタルと並びトンボを看板に用いる運動が多かった。日本ではそれだけこれらの昆虫が親しまれている証拠であろう。
しかし、成虫が餌を採らないホタルの場合は比較的大きな空間を必要とせず、水条件と水周辺の木陰程度があれば生息可能なので、放流を前提とすれば案外簡単に繁殖させられる。それに対して、トンボの成虫は寿命も長く、飛翔力が強いから、水場だけではなく、その周辺に十分な面積の緑地環境が必要である。しかし、一方で飛翔に十分な空間の開けた場所なら半坪ほどのビオトープでも水草があればどこからか飛来して産卵することが期待できる。一度発生すると水草類の繁茂しすぎなどの環境悪化を見守れば毎年発生するので個体の回帰性もあると思われる。雄は縄張りを強く守り、他の雄や敵に執拗に追われた個体や雌が繁殖の水辺を求めて、能力に合わせて、イトトンボでも数百メートル飛翔移動すると考えられる。トンボの人工飼育は容易ではないから、トンボ池には原則として放流はしない、それだけにトンボの保護は難易度が高いが、環境保護活動としては意義も大きいと言える。また、都会に於いては、一つの池ではトンボの生活が維持できない場合もあるが、ある程度の距離を置いて、そのような施設を多数設置すれば、飛翔力の強い彼らのこと、それらを移動しつつ生活を維持できるのではないかとの考えも出ている。

### 日本におけるトンボの名所
トンボは日本全国でなじみ深い昆虫であり、特にトンボの紹介などに力を入れた施設も知られている。
1. 高知県四万十市 - トンボ王国
2. 静岡県磐田市 - 桶ケ谷沼ビジターセンター - 桶ケ谷沼に70種が生息し、単一の沼としては日本一種類が多い[19]。
3. 岐阜県羽島郡笠松町 - トンボ天国

## 分類
トンボ目は、カゲロウ目とともに原始的な翅の構造を残した分類群であり、この2目は旧翅下綱に分類される。メガネウラなど、古生代石炭紀から化石が知られる大型種を含むグループオオトンボ目は目レベルで分類が異なる。

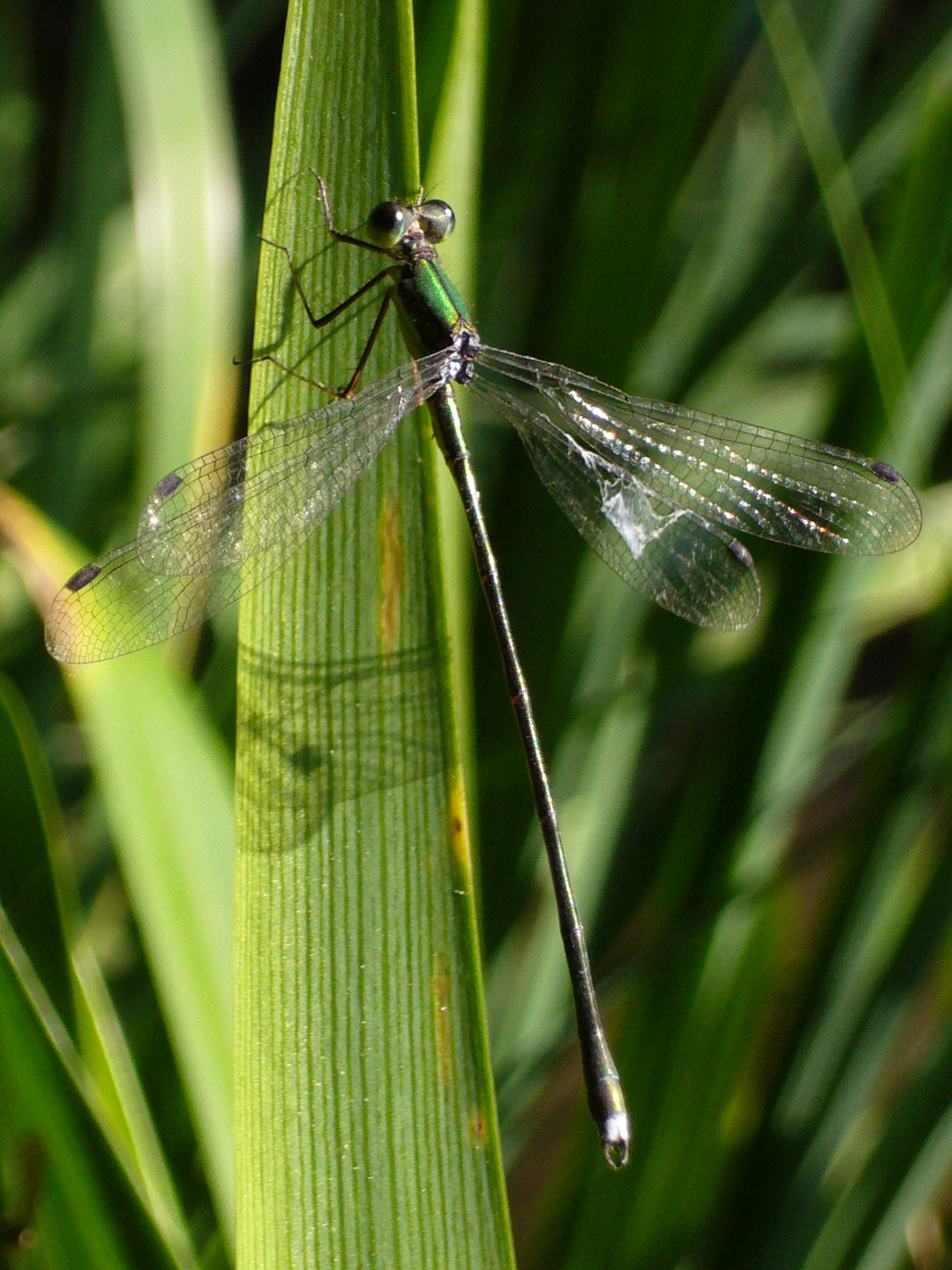
アオイトトンボ

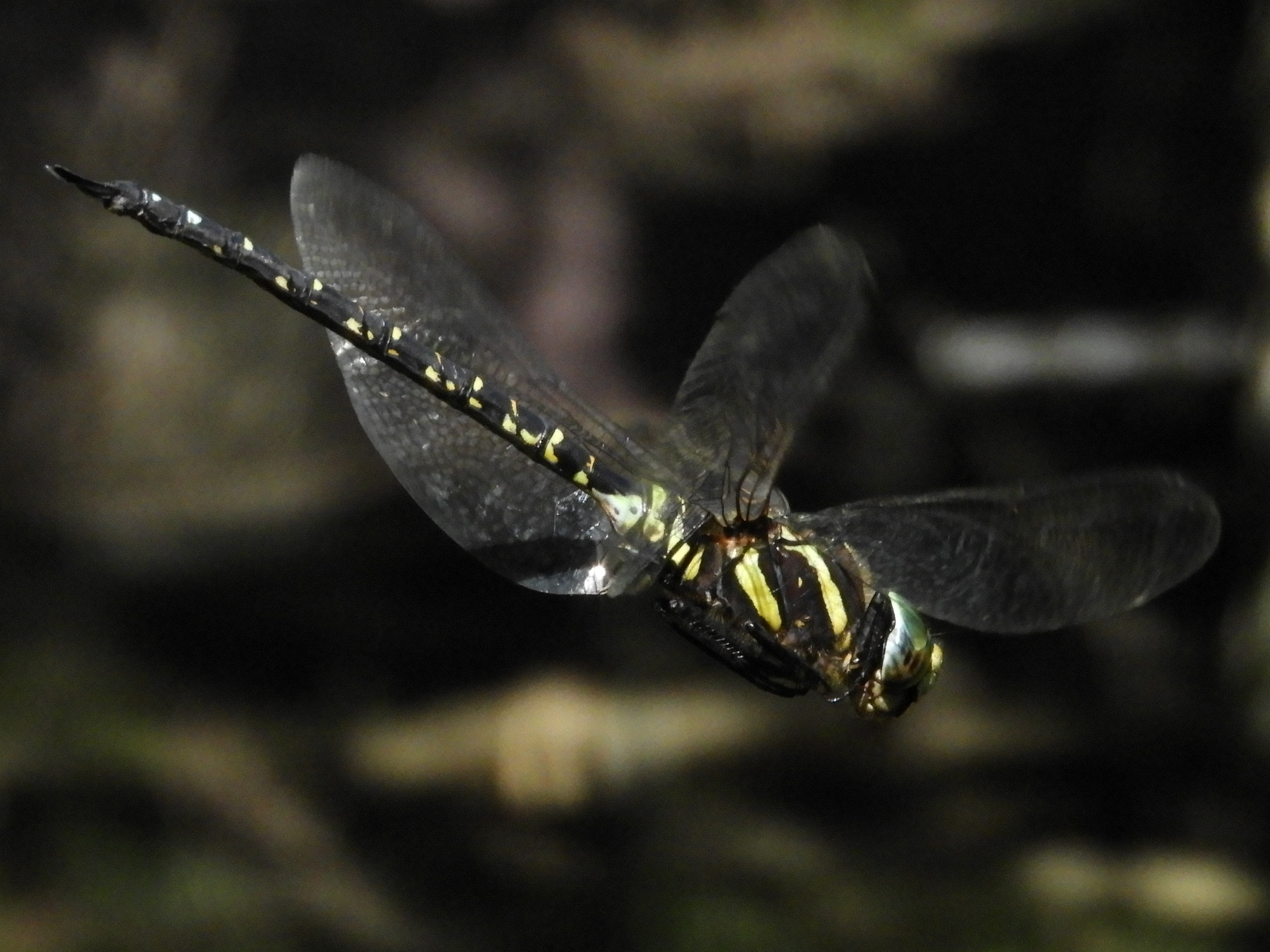
ルリボシヤンマ

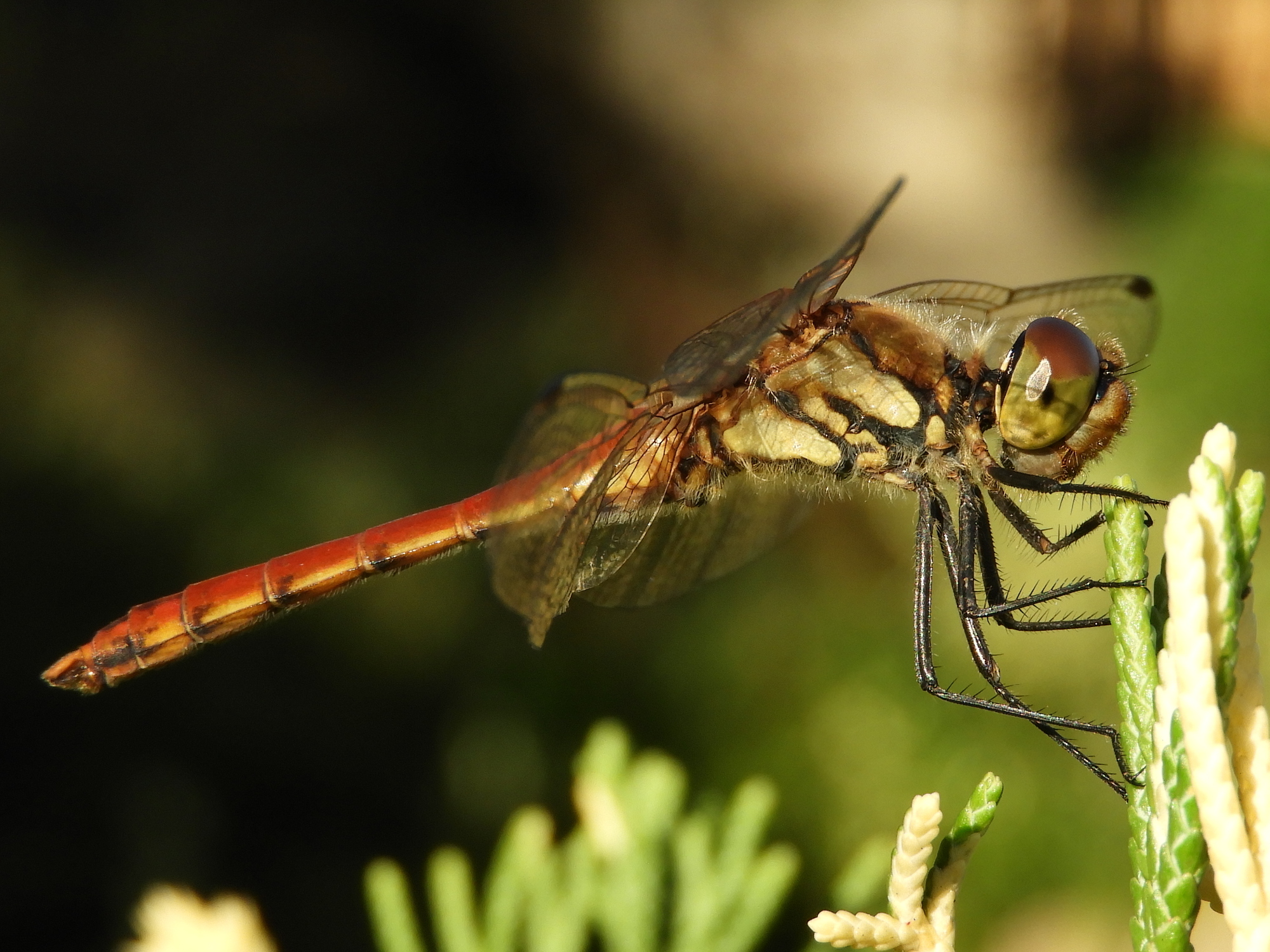
アキアカネ

### 均翅亜目（イトトンボ亜目） Zygoptera
前後の翅がほぼ同じ形で、腹部が細長い。ほとんどの種類が翅を閉じて止まる。
- イトトンボ科 Agrionidae - キイトトンボ、アオモンイトトンボ、オオイトトンボ、セスジイトトンボなど
- モノサシトンボ科 Platycnemididae - グンバイトンボ、モノサシトンボなど
- アオイトトンボ科 Lestidae - アオイトトンボ、オツネントンボなど
- ヤマイトトンボ科 Megapodagrionidae - トゲオトンボ
- ハナダカトンボ科 Chlorocyphidae - ヤエヤマハナダカトンボ
- カワトンボ科 Calopterygidae - ニホンカワトンボ、アサヒナカワトンボ、ミヤマカワトンボ、ハグロトンボ、アオハダトンボなど
- ミナミカワトンボ科 Euphaeidae - コナカハグロトンボ

### 均翅不均翅亜目（ムカシトンボ亜目） Anisozygoptera
胴体は不均翅亜目のサナエトンボ類のものに似るが、翅は均翅亜目のものに似ており、翅を閉じて止まる特徴がある。現生種は1科1属2種のみである。
- ムカシトンボ科 Epiophlebiidae - ムカシトンボ、ヒマラヤムカシトンボ

### 不均翅亜目（トンボ亜目） Anisoptera
後翅が前翅より広く、休む時は翅を開いたまま止まる。
- ヤンマ科 Aeshnidae - ギンヤンマ、コシボソヤンマ、ルリボシヤンマ、マルタンヤンマなど
- オセアニアベニボシヤンマ科 Austropetaliidae
- ミナミヤンマ科 Chlorogomphidae
- オニヤンマ科 Cordulegastridae - オニヤンマ
- エゾトンボ科 Corduliidae - エゾトンボ、オオヤマトンボなど
- サナエトンボ科 Gomphidae - ホンサナエ、クロサナエ、ウチワヤンマなど
- トンボ科 Libellulidae - シオカラトンボ、オオシオカラトンボ、チョウトンボ、コシアキトンボ、ショウジョウトンボ、ハッチョウトンボ、ウスバキトンボ、アキアカネ、タイリクアカネ、ノシメトンボ、ベッコウトンボなど
- ベニボシヤンマ科 Neopetaliidae
- ムカシヤンマ科 Petaluridae - ムカシヤンマ

ほかにもたくさんの科が認められている。